# Дичківська ГЕС
Дичківська ГЕС — мала гідроелектростанція в селі Дичків Тернопільського району Тернопільській області. 

## Географія

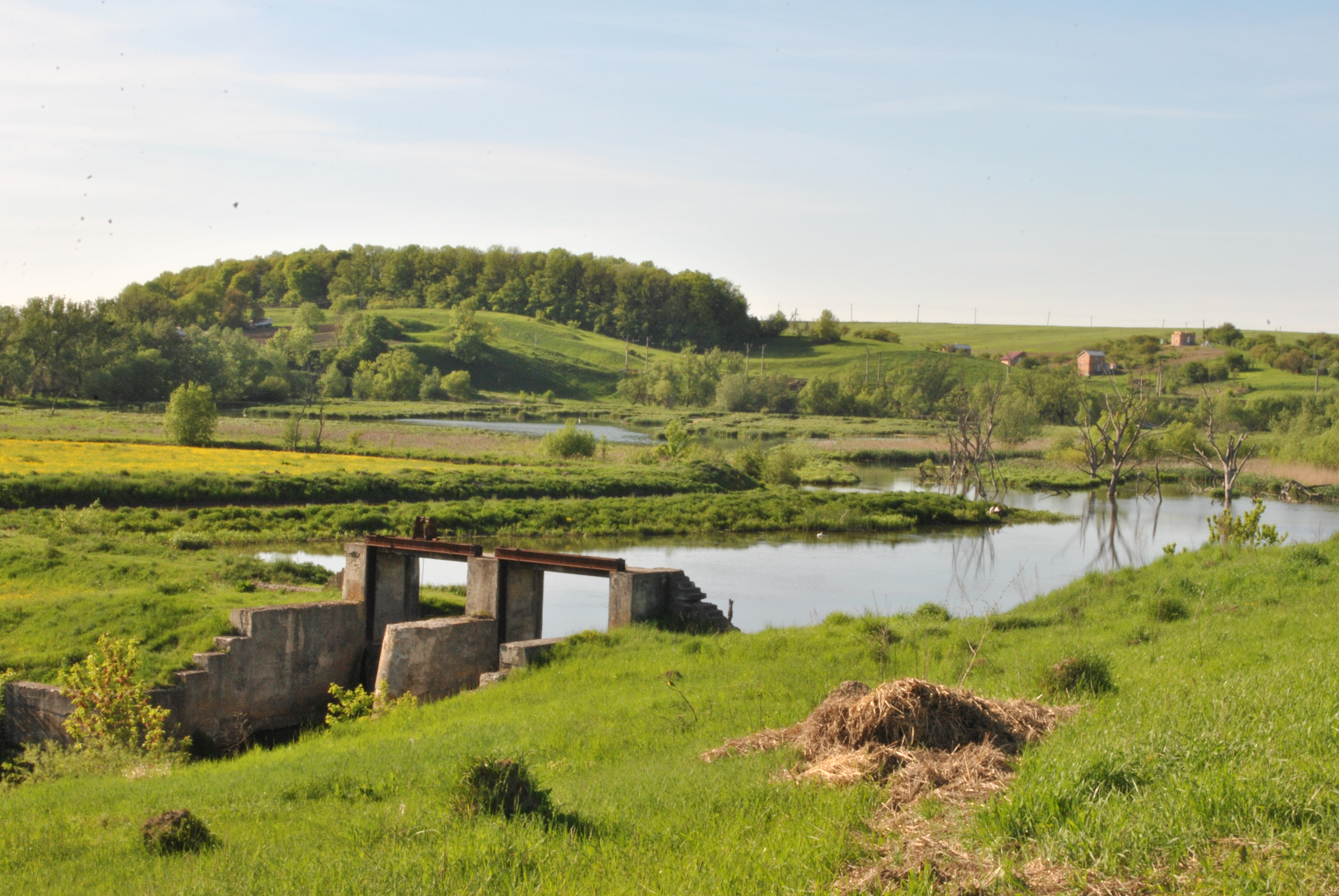
Старі шлюзи Дичківської ГЕС

Розташована на річці Гнізна, поблизу гідрологічного заказника «На куті», у селі Дичків, вул. Демидася, 2.
Дичківська ГЕС підєднана до підстанції «ПС 330 кВ „Тернопільська“» Південно-Західної електроенергетичної системи.

## Історія
Восени 1950 року розпочалось будівництво електростанції. Будівництво гідроелектростанції було завершене восени 1952 року. 
У вересні 1952 року електростанція дала перший струм.
З 2007 року знаходиться у власності ТзОВ «Софія-Енерго».